# Purbakushaha
Purbakushaha – gaun wikas samiti we wschodniej części Nepalu w strefie Kośi w dystrykcie Sunsari. Według nepalskiego spisu powszechnego z 2001 roku liczył on 1290 gospodarstw domowych i 6968 mieszkańców (3456 kobiet i 3512 mężczyzn).